# Harachbit
Harachbit (auch Hor-ach-bit, Haremachbit, Hor-em-ach-bit) ist der altägyptische Name von Horus in seiner Erscheinungsform als heranwachsendes Kind auf der schwimmenden Insel Chemmis. Er ist als Gottheit seit dem Neuen Reich belegt.

## Darstellungen
Ikonografische Darstellungen sind bis zum Ende des Neuen Reiches nicht belegt. Nur in der Spätzeit ist etwa zeitgleich mit dem Auftauchen der anderen Kindgottheit Harpokrates eine einheitliche Ikonografie des Harachbit festzustellen. So wurde Harachbit in der Spätzeit als Falke mit der Doppelkrone abgebildet, der im Papyrusdickicht auf einem Schrein sitzt.

## Mythologische Verbindungen
Der König (Pharao) galt als sein Erbsohn und erhielt von Harachbit dessen Kraft. Diese mythologische Verbindung symbolisierten in Ritualszenen frische Pflanzen. Harachbits Name wurde auch mit den Verstorbenen gleichgesetzt. Ihm zu Ehren wurde das Fest der Geburt des Harachbit begangen. Ergänzend war er in mehreren Priestertiteln bezeugt und fungierte als Namensgeber einer Rinderart. Außerdem wird Harachbit in Verbindung mit Bier genannt.
In der Inschrift der Sphinxstele des Thutmosis IV. verglich sich Thutmosis IV. in seiner Eigenschaft als Kind mit Harachbit:

„Seine Majestät (Thutmosis IV.) aber war ein Kind wie Horus, der ein Kind in Chemmis war, aber seine Vollkommenheit war wie die desjenigen, der seinen Vater rächt. Er (Thutmosis IV.) aber trieb Sport, indem er sich in der Wüste von Memphis vergnügte,...ohne dass es jemand wusste...An diesem Tage geschah es...der Schlaf und Schlummer hatte ihn ergriffen, mitten als die Sonne im Zenit stand.“

In der ägyptologischen Fachliteratur wird die Gottheit Harachbit sehr oft mit „Harpokrates“ wiedergegeben. In der Inschrift ist jedoch ausdrücklich von Horus in Chemmis die Rede. Die auch für andere Horus-Kindgötter verwendete Gleichsetzung mit Harpokrates ist daher als anachronistischer Gattungsbegriff und nicht als wörtliche Übersetzung zu verstehen.